# Palmas (Guayama)
Palmas es un barrio ubicado en el municipio de Guayama en el estado libre asociado de Puerto Rico. En el Censo de 2010 tenía una población de 709 habitantes y una densidad poblacional de 40,66 personas por km².

## Geografía
Palmas se encuentra ubicado en las coordenadas 18°0′39″N 66°8′1″O / 18.01083, -66.13361. Según la Oficina del Censo de los Estados Unidos, Palmas tiene una superficie total de 17.44 km², de la cual 17.43 km² corresponden a tierra firme y (0.06%) 0.01 km² es agua.

## Demografía
Según el censo de 2010, había 709 personas residiendo en Palmas. La densidad de población era de 40,66 hab./km². De los 709 habitantes, Palmas estaba compuesto por el 71.65% blancos, el 8.74% eran afroamericanos, el 0.85% eran amerindios, el 9.87% eran de otras razas y el 8.89% pertenecían a dos o más razas. Del total de la población el 99.86% eran hispanos o latinos de cualquier raza.

## Algunas Fotos del Barrio Palmas

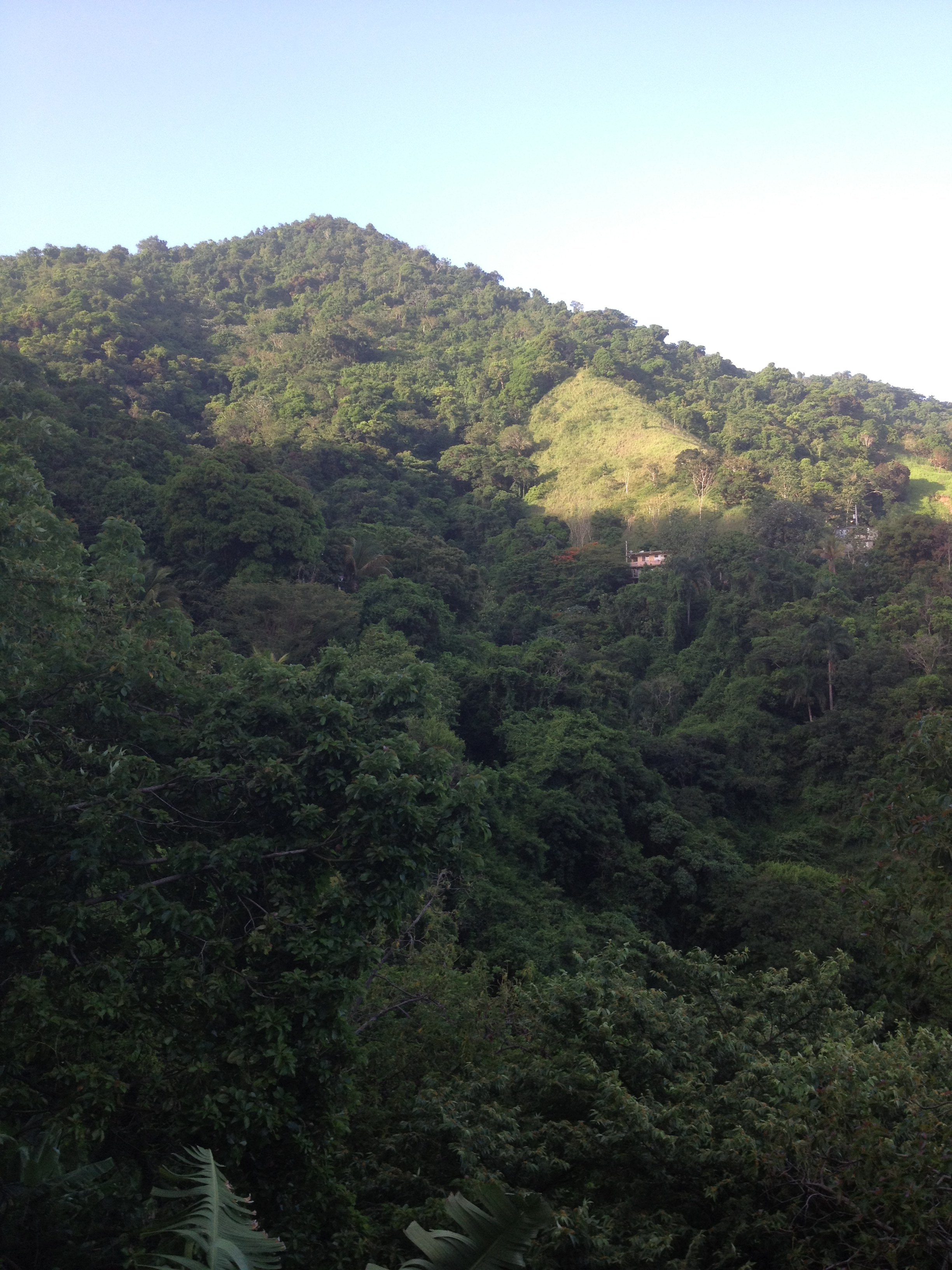
Montaña de Guayama